# 小泉 (成田市)
小泉（こいずみ）は、千葉県成田市の大字。郵便番号286-0823。

## 地理
北は土室、東は大室、南東は十余三、南は野毛平、西和泉、南西は新泉、西は東和泉、北西は成毛に隣接している。

## 歴史
無

## 世帯数と人口
西暦2017年（平成29年）10月31日現在の世帯数と人口は以下の通りである。
| 大字 | 世帯数 | 人口  |
| ---- | ------ | ----- |
| 小泉 | 70世帯 | 172人 |

## 小・中学校の学区
市立小・中学校に通う場合、学区は以下の通りとなる。
| 番地 | 小学校             | 中学校             |
| ---- | ------------------ | ------------------ |
| 全域 | 成田市立久住小学校 | 成田市立久住中学校 |

## 施設
- 小泉共同利用施設
- 妙見神社
- 脇鷹神社
- 泉涌寺

## 交通

### 鉄道
同地には鉄道駅はないが、コミュニティバスを利用して京成成田駅、久住駅に行くことができる。

### バス
- 成田市コミュニティバス[6][7]
  - 大室・小泉ルート（運行会社：千葉交通）[8][9]
    - （4成田市役所） - 5小泉坂下 - 6小泉共同利用施設 - 7小泉 - 8駒返し - （9大室第2）

### 道路
- 国道
  - 国道51号
- 都道府県道
  - 千葉県道115号久住停車場十余三線